# Нікчемний Я
«Нікчемний Я» (англ. Despicable Me) — американський комп'ютерно-анімаційний 3-D фільм виробництва Universal Studios і Illumination Entertainment, що вийшов на екрани 9 липня 2010 року у США та 15 липня 2010 року в Україні.

## Сюжет
В Єгипті група туристів помічає, що знаменита піраміда Хеопса була викрадена і замінена надувним муляжем. Далі сюжет переноситься до чоловіка на ім'я Ґру. Він — суперлиходій, що має власний будинок, транспорт й армію посіпак. Він не любить кожного незнайомця, що турбує його. Одного разу він звертається з промовою до посіпак, каже, що вкрав статую Свободи та Ейфелеву вежу з Лас-Вегаса, і що він збирається викрасти Місяць, щоб стати найнікчемнішим лиходієм у світі. Посіпаки його підтримують. Але в плані є один недолік: для здійснення проекту потрібні гроші, яких у Ґру немає. Він збирається взяти позику в Банку Зла, який видає гроші всім лиходіям. Там Ґру зустрічає молодого лиходія Вектора. Банком володіє містер Перкінс, якому Ґру й розповідає про свій задум, але той відмовляється давати гроші, доки лиходій не викраде Зменшувач у північнокорейських військових. Хоч викрасти Зменшувач Ґру й вдається, але несподівано з'являється Вектор і викрадає прилад.
Одного разу в двері будинку Ґру стукають три дівчатка-сироти, що розносять печиво. Їх звуть Марго, Едіт й Агнес. Остання дуже любить плюшевих єдинорогів. Ґру не впускає їх. З'ясовується, що дівчатка живуть у дитбудинку для дівчаток, господинею якого є міс Хетті, яка не любить нікого з дітей. Тим часом Ґру намагається проникнути у фортецю Вектора, де той тримає Зменшувач, але всі спроби виявляються безуспішними. Він зауважує, що дівчатка Едіт, Марго і Агнес несуть коробки з печивом для Вектора. І тут у Гру з'являється ідея: створити роботів у вигляді коржів (корже-роботів), ті проникнуть разом зі справжнім печивом у будинок Вектора, дійдуть до сейфа, де лежить Зменшувач і доставлять його Ґру до рук. Виходячи з цього він вирішує вдочерити дівчаток з притулку і приводить їх до себе, але будинок Ґру їм не подобається, адже господар не вирізняється гостинністю ще й встановлює жорсткі правила:
1. Не можна нічого торкатись, окрім підлоги і повітря.
2. Не турбувати Ґру, коли він працює.
3. Не можна плакати, скиглити, сміятись, гиготіти, вити, бекати, пукати. Жодного різкого звуку.
На додачу Ґру годує їх із собачої миски та кладе спати у ліжках зі старих бомб.
Наступного ранку Ґру хотів відвезти дівчат одразу до Вектора, щоб швидше заволодіти Зменшувачем, але вони рішуче налаштовані спершу піти на танці. У балетній школі Агнес дає йому квиток на виступ дівчаток і примушує лиходія присягтись на мізинцю, що він прийде на виступ.
В кінці фільму: Гру і три дівчини прийшли з корабля, Гру і трьох дівчат ведуть до кімнати, і він вечірню історію Один великий єдиноріг Фільм закінчується трьома дівчатами, Гру він виходить у кімнату , Гру він сказав «Ні» і «Міньйони» він плаче, Гру він цілує міньйонів, «Міньйони», яких він штовхає, і він сміється, Гру і Марлена встановлюються в театрі, доктор Нефаріо робить його фотографії, дівчата танцюють «Озеро лебедів». , Гру він розмовляє, Дейв кидає Стюарта Міньйони, він ставить свій вечірній диск, Трьом дівчатам потрібно танцювати, Міньйони щасливі, Марго вона приходить, що Гру він танцює, Марго вона передає Гру, Натовпи міньонів, Гру він поставив голову прислужників, Гру він танцює, Гру він падає, Марлена Гру він танцює з доктором Нефаріо, він планує спостерігати за місяцем на своїх місцях, Гру & Три дівчини, яких він покидає театру, Вектор він танці на планеті з «Плавучими прислужниками» та «Антигравітацією», Гру та три дівчини дивляться місяць перед дахом будинку наповнює небо, тепер на його місці, газон мертвий, Сусіди всі вдома, він спить, Будинок Фреда Макдейда, Фред він розмовляє, він спить, Гру він злиться, тому що місяць знищений, Сусідський будинок зупиняється, Зменшуються промені та замерзають промені йдуть до транспортних засобів, близьких до бою, він падає, Натовп крокує стежкою, Музика тебе повинна танцювати , до того дня, коли Гру він зустріне трьох дочок з величезною волею, Гру, він буде говорити з величезною волею цілком сам, потенційний тато, великий поганий виступає прийомних дочок, яких називатимуть Марго, Едіт, Агнес. після того, як він залишить безмежну волю з трьома дівчатами, він приходить додому, три дівчини переодягаються вдома, Гру дає їжу трьом дівчатам Сир та чипси для трьох дівчаток, Гру і три дівчинки йдуть у супермаркет купити до обіду, після супермаркету він повертається до парку, Гру каже лайки, Гру їсть палички для їжі, Гру викурює сигарету, Гру товстіє, Три дівчинки граються в парку, Гру & the три дівчинки повертаються додому, Гру і три дівчинки всі в церкві для танців, Гру і міньйони їдуть до озера на пікнік, Три дівчинки сидять у будинку, Гру і три дівчинки їдять свій яєчний млинець з прислужниками. Margo & Gru поїхала до Фреда Макдейда, щоб трохи побути

## Ролі озвучували
- Стів Керелл — Ґру
- Джейсон Сігел — Вектор
- Рассел Бренд — доктор Нефаріо
- Джулія Ендрюс — мати Ґру
- Вілл Арнетт — містер Перкінс
- Крістен Віґ — міс Хетті
- Міранда Косґров — Марго
- Дейна Ґейер — Едіт
- Ельзі Фішер — Агнес
- Філіп Болден — Сі.Джей
- Кен Йонг — ведучий ток-шоу
- Денні МакБрайд — Фред МакДейд
- П'єр Коффін — посіпаки

### Український дубляж
- Павло Костіцин — Ґру
- Євген Кошовий — Вектор
- Софія Масаутова
- Софія Нестеренко
- Олександра Дроздовська
- Олександр Бондаренко
- Тамара Яценко — мати Ґру
- Валентина Сова

Фільм дубльовано студією «Le Doyen» на замовлення компанії «B&H Film Distribution» у 2010 році.
- Переклад — Федора Сидорука
- Режисер дубляжу — Ольга Фокіна
- Звукорежисер — Дмитро Мялковський
- Координатор проекту — Аліна Гаєвська
- Диктор — Ігор Волков